# Picnomon
Picnomon là một chi thực vật có hoa trong họ Cúc (Asteraceae).

## Loài
Chi Picnomon gồm các loài: